# Северный вокзал (Валенсия)
Северный вокзал (исп. Estacion del Norte, кат. Estacio del Nord), также известный как Валенсия-Но́рте (исп. Valencia-Norte)  или Валенсия-Эстасьон-дель-Норте или исторически Валенсия-Те́рмино, — это главная железнодорожная станция и железнодорожный вокзал в испанском городе Валенсия.
Это конечная станция монументального характера в стиле валенсийского модерна (es:Modernismo valenciano), открытая в 1917 году Компанией железных дорог севера Испании, которая поручила его строительство одному из архитекторов компании — Деметрио Рибесу. В 1941 году, после национализации иберийской железной дороги, она перешла в руки недавно созданной Национальной сети испанских железных дорог (RENFE). В 1983 году станция была внесена в список объектов культурного наследия.

## Расположение
Станция расположена в центре Валенсии, рядом с Пласа-де-Торос и всего в 200 метрах от ратуши. Связана с линиями 3, 5, 7 и 9, а также с городской автобусной сетью. Станция Валенсия-Хоакин Соролья находится в 800 метрах к югу от Северного вокзала.